# Copernicia alba
Espèce
Classification phylogénétique
Le Caranday ou Ananachícarí (Copernicia alba) est une plante de la famille des arécacées de la région du Gran Chaco, spécialement de la province argentine de Formosa. Elle s'utilise peu en jardinage contrairement à d'autres palmiers de la région. C'est l'espèce la plus résistante au froid du genre Copernicia.

## Caractéristiques
Copernicia alba est un palmier de jusque 20 m de hauteur avec un stipe de 40 cm de diamètre maximum, rarement bifide, couvert d'une écorce de couleur grisacée et de surface lisse ou marquée par les traces des rameaux anciens chez les adultes. Le système radiculaire est étendu et profond. Le bois est résistant et dense (jusqu'à 0,92 de densité relative chez les exemplaires adultes). Il présente des feuilles palmées, en forme d'éventail, groupées sur l'apex de la tige. Le rachis est doté d'épines noires dures et courbes.
Les fleurs forment des inflorescences en spadices de couleur jaune et de près de 
2 m de long, formés de fleurs hermaphrodites de quelque 4 mm de long et disposées en spirale. Chaque fleur possède trois ovaires, dont l'un se développera en fruit. Celui-ci est une baie globuleuse de consistance pulpeuse et de couleur sombre monoséminée. La semence est ovoïde, lisse, de couleur châtain clair et allant jusqu'à 12 mm de long.

## Habitat et culture
Copernicia alba est adapté à un climat de moussons, avec des périodes de sècheresse alternant avec des inondations. Il demande beaucoup de soleil, mais il supporte bien le froid une fois que la germination a eu lieu (Zone USDA 9a). Il partage son habitat avec le pindó (Syagrus romanzoffiana), Trithrinax campestris, Trithrinax biflabellata et Acrocomia totai.
La germination est rapide, ayant lieu en moins de deux mois, et la croissance est rapide dans de bonnes conditions adéquates, approximativement quelque 35 cm annuellement. Il supporte bien les extrêmes d'acidité ou d'alcalinité, mais il est sensible au manque de soleil. Les juvéniles ne forment leurs palmes qu'après avoir atteint une certaine hauteur, formant d'abord des feuilles linéaires et lancéolées, finement dentelées.

## Utilisation
Le tronc des exemplaires adultes s'utilise dans l'industrie du bois pour la fabrication de poteaux téléphoniques ou électriques.